# Coppa del Mondo di nuoto 2001-2002
La XIV edizione della Coppa del Mondo di nuoto (FINA Swimming World Cup 2001-2002) si disputò complessivamente tra il 16 novembre 2001 e il 27 gennaio 2002.
Le gare si svolsero nell'arco di nove tappe, una in meno rispetto all'edizione precedente. Per quanto riguarda le località in cui si disputarono, queste furono le stesse dell'edizione 2000-2001, a parte la tappa di East Meadow (New York), che prese il posto di quella di Washington, e la tappa di Sheffield, che non fu riconfermata.
Questa edizione segnò un netto distacco rispetto alle precedenti: invece di decretare un vincitore per ogni stile o per ogni disciplina, come si era fatto fino a quel momento, si decise di introdurre un sistema in grado di convertire i rilievi cronometrici in punteggi numerici, così da rendere direttamente confrontabili le prestazioni messe a segno in diversi stili e su diverse distanze. Si poté così stilare una classifica generale, che ordinava nuotatori e nuotatrici in base alle singole migliori prestazioni (una per atleta) fatte registrare nelle gare di finale di ciascuna tappa.
In base a questa nuova formula, i primi vincitori unici della manifestazione furono lo statunitense Ed Moses e la slovacca Martina Moravcová.

## Calendario
| Anno | Cluster       | # | Date             | Sede                          | Impianto                            |
| ---- | ------------- | - | ---------------- | ----------------------------- | ----------------------------------- |
| 2001 | America       | 1 | 16 - 18 novembre | Rio de Janeiro, Brasile       |                                     |
| 2001 | America       | 2 | 23 - 24 novembre | Edmonton, Canada              |                                     |
| 2001 | America       | 3 | 27 - 28 novembre | East Meadow (NY), Stati Uniti | Nassau County Aquatic Center        |
| 2001 | Asia/ Oceania | 4 | 2 - 3 dicembre   | Shanghai, Cina                |                                     |
| 2001 | Asia/ Oceania | 5 | 7 - 9 dicembre   | Melbourne, Australia          | Melbourne Sports and Aquatic Centre |
|      |               |   |                  |                               |                                     |
| 2002 | Europa        | 6 | 14 - 15 gennaio  | Imperia, Italia               | Piscina Felice Cascione             |
| 2002 | Europa        | 7 | 18 - 19 gennaio  | Parigi, Francia               | Piscina Georges-Vallerey            |
| 2002 | Europa        | 8 | 22 - 23 gennaio  | Stoccolma, Svezia             | Eriksdalsbadet                      |
| 2002 | Europa        | 9 | 26 - 27 gennaio  | Berlino, Germania             | Europa-Sportpark                    |

## Classifiche finali

### Maschile
| Pos. | Atleta   | Nazionale   |
| ---- | -------- | ----------- |
| Oro  | Ed Moses | Stati Uniti |

### Femminile
| Pos. | Atleta            | Nazionale  |
| ---- | ----------------- | ---------- |
| Oro  | Martina Moravcová | Slovacchia |

## Vincitori

### Rio de Janeiro
| Gara         | Atleti                           | Perf.         | Gara  | Atleti                            | Perf.           | Gara   | Atleti                       | Perf.           |
| ------------ | -------------------------------- | ------------- | ----- | --------------------------------- | --------------- | ------ | ---------------------------- | --------------- |
| Stile libero |                                  |               |       |                                   |                 |        |                              |                 |
| 50 m         | José Meolans Johanna Sjöberg     | 21"91 24"85   | 200 m | Rick Say Lindsay Benko            | 1'45"84 1'57"54 | 800 m  | Nayara Ribeiro               | 8'35"02         |
| 100 m        | José Meolans Johanna Sjöberg     | 48"05 54"26   | 400 m | Rick Say Lindsay Benko            | 3'45"55 4'07"84 | 1500 m | Rick Say                     | 15'11"54        |
| Dorso        |                                  |               |       |                                   |                 |        |                              |                 |
| 50 m         | Michael Gilliam Diana MacManus   | 24"64 28"34   | 100 m | Sebastian Halgasch Diana MacManus | 53"94 1'00"76   | 200 m  | Rogério Romero Lindsay Benko | 1'56"16 2'08"42 |
| Rana         |                                  |               |       |                                   |                 |        |                              |                 |
| 50 m         | Oleh Lisohor Emma Igelström      | 27"22 31"34   | 100 m | Roman Sludnov Rhiannon Leier      | 58"76 1'09"09   | 200 m  | Morgan Knabe Emma Igelström  | 2'09"50 2'27"42 |
| Farfalla     |                                  |               |       |                                   |                 |        |                              |                 |
| 50 m         | Raphael De Thuin Johanna Sjöberg | 23"84 26"68   | 100 m | Theo Verster Johanna Sjöberg      | 53"54 58"29     | 200 m  | Kaio de Almeida Mandy Loots  | 1'57"43 2'11"88 |
| Misti        |                                  |               |       |                                   |                 |        |                              |                 |
| 100 m        | Jirka Letzin Jana Kločkova       | 55"38 1'02"55 | 200 m | Jirka Letzin Jana Kločkova        | 1'59"03 2'13"52 | 400 m  | Jirka Letzin Jana Kločkova   | 4'15"88 4'39"86 |

### Edmonton
| Gara         | Atleti                           | Perf.         | Gara  | Atleti                          | Perf.           | Gara   | Atleti                           | Perf.           |
| ------------ | -------------------------------- | ------------- | ----- | ------------------------------- | --------------- | ------ | -------------------------------- | --------------- |
| Stile libero |                                  |               |       |                                 |                 |        |                                  |                 |
| 50 m         | José Meolans Alison Sheppard     | 21"85 24"53   | 200 m | Rick Say Martina Moravcová      | 1'45"59 1'55"92 | 800 m  | Chen Hua                         | 8'46"43         |
| 100 m        | José Meolans Martina Moravcová   | 47"74 53"82   | 400 m | Rick Say Chen Hua               | 3'42"42 4'07"45 | 1500 m | Rick Say                         | 15'05"72        |
| Dorso        |                                  |               |       |                                 |                 |        |                                  |                 |
| 50 m         | Michael Gilliam Jennifer Carroll | 24"94 27"92   | 100 m | Michael Gilliam Janine Pietsch  | 53"61 1'00"41   | 200 m  | Rogério Romero Jennifer Fratesi  | 1'55"33 2'07"73 |
| Rana         |                                  |               |       |                                 |                 |        |                                  |                 |
| 50 m         | Morgan Knabe Luo Xuejuan         | 27"81 30"71   | 100 m | Morgan Knabe Luo Xuejuan        | 59"94 1'06"37   | 200 m  | Morgan Knabe Sarah Poewe         | 2'08"71 2'26"50 |
| Farfalla     |                                  |               |       |                                 |                 |        |                                  |                 |
| 50 m         | Geoff Huegill Martina Moravcová  | 23"05 26"62   | 100 m | Geoff Huegill Martina Moravcová | 51"04 58"41     | 200 m  | Takashi Yamamoto Jennifer Button | 1'55"75 2'11"28 |
| Misti        |                                  |               |       |                                 |                 |        |                                  |                 |
| 100 m        | Ron Karnaugh Martina Moravcová   | 56"07 1'00"97 | 200 m | Brian Johns Elizabeth Warden    | 1'59"36 2'14"04 | 400 m  | Brian Johns Beatrice Căslaru     | 4'13"76 4'43"72 |

### New York
| Gara         | Atleti                         | Perf.         | Gara  | Atleti                           | Perf.           | Gara   | Atleti                        | Perf.           |
| ------------ | ------------------------------ | ------------- | ----- | -------------------------------- | --------------- | ------ | ----------------------------- | --------------- |
| Stile libero |                                |               |       |                                  |                 |        |                               |                 |
| 50 m         | Jason Lezak Martina Moravcová  | 21"86 25"14   | 200 m | Romain Barnier Martina Moravcová | 1'46"13 1'55"41 | 800 m  | Chen Hua                      | 8'18"50         |
| 100 m        | Jason Lezak Martina Moravcová  | 47"67 54"04   | 400 m | Josh Davis Claudia Poll          | 3'46"05 4'07"37 | 1500 m | Chris Thompson                | 14'50"92        |
| Dorso        |                                |               |       |                                  |                 |        |                               |                 |
| 50 m         | Neil Walker Natalie Coughlin   | 24"42 27"29   | 100 m | Neil Walker Natalie Coughlin     | 52"71 57"08     | 200 m  | Neil Walker Natalie Coughlin  | 1'56"38 2'03"62 |
| Rana         |                                |               |       |                                  |                 |        |                               |                 |
| 50 m         | Ed Moses Luo Xuejuan           | 27"53 30"68   | 100 m | Ed Moses Luo Xuejuan             | 1'00"14 1'05"78 | 200 m  | Jim Piper Anne Poleska        | 2'09"58 2'22"90 |
| Farfalla     |                                |               |       |                                  |                 |        |                               |                 |
| 50 m         | Geoff Huegill Natalie Coughlin | 23"16 25"83   | 100 m | Geoff Huegill Martina Moravcová  | 51"64 57"43     | 200 m  | Franck Esposito Mary DeScenza | 1'54"02 2'08"24 |
| Misti        |                                |               |       |                                  |                 |        |                               |                 |
| 100 m        | Neil Walker Martina Moravcová  | 54"22 1'01"28 | 200 m | Xavier Marchand Amanda Beard     | 1'59"60 2'12"14 | 400 m  | Tobias Oriwol Yvette Rodier   | 4'16"64 4'45"74 |

### Shanghai
Fonte
| Gara         | Atleti                           | Perf.                   | Gara  | Atleti                         | Perf.           | Gara   | Atleti               | Perf.           |
| ------------ | -------------------------------- | ----------------------- | ----- | ------------------------------ | --------------- | ------ | -------------------- | --------------- |
| Stile libero |                                  |                         |       |                                |                 |        |                      |                 |
| 50 m         | Denis Pimankov Zhou Xiaowei      | 22"35 24"92             | 200 m | Liu Yu Yang Yu                 | 1'46"94 1'56"42 | 800 m  | Chen Hua             | 8'15"15         |
| 100 m        | Denis Pimankov Martina Moravcová | 48"29 53"93             | 400 m | Ji Zhixiang Chen Hua           | 3'51"17 4'02"80 | 1500 m | Yu Chen              | 15'05"06        |
| Dorso        |                                  |                         |       |                                |                 |        |                      |                 |
| 50 m         | Cao Xue Wei Li Hui               | 25"00 26"83             | 100 m | Gordan Kožulj Li Hui           | 54"25 58"96     | 200 m  | Wu Peng Ma Weiya     | 1'56"82 2'10"80 |
| Rana         |                                  |                         |       |                                |                 |        |                      |                 |
| 50 m         | Roman Sludnov Luo Xuejuan Li Wei | \| 26"90 \| \| 30"56 \| | 100 m | Roman Sludnov Luo Xuejuan      | 58"57 1'06"22   | 200 m  | Roman Sludnov Qi Hui | 2'09"75 2'23"96 |
| Farfalla     |                                  |                         |       |                                |                 |        |                      |                 |
| 50 m         | Zhang Qiang Johanna Sjöberg      | 24"10 26"78             | 100 m | Wang Hongwei Martina Moravcová | 53"68 57"74     | 200 m  | Wang Hongwei Yang Yu | 1'56"69 2'07"54 |
| Misti        |                                  |                         |       |                                |                 |        |                      |                 |
| 100 m        | Oleh Lisohor Martina Moravcová   | 55"47 1'00"97           | 200 m | Jirka Letzin Qi Hui            | 1'59"18 2'11"52 | 400 m  | James Goddard Qi Hui | 4'16"88 4'39"97 |
| 26"90        |                                  |                         |       |                                |                 |        |                      |                 |
| 30"56        |                                  |                         |       |                                |                 |        |                      |                 |

### Melbourne
Fonte
| Gara         | Atleti                        | Perf.         | Gara  | Atleti                         | Perf.           | Gara   | Atleti                        | Perf.           |
| ------------ | ----------------------------- | ------------- | ----- | ------------------------------ | --------------- | ------ | ----------------------------- | --------------- |
| Stile libero |                               |               |       |                                |                 |        |                               |                 |
| 50 m         | Jason Lezak Sarah Ryan        | 21"75 25"27   | 200 m | Michael Klim Elka Graham       | 1'44"24 1'56"12 | 800 m  | Amanda Pascoe                 | 8'21"27         |
| 100 m        | Jason Lezak Lindsay Benko     | 47"79 54"50   | 400 m | Chad Carvin Lindsay Benko      | 3'44"18 4'03"38 | 1500 m | Daniel Kowalski               | 15'03"33        |
| Dorso        |                               |               |       |                                |                 |        |                               |                 |
| 50 m         | Matt Welsh Janine Pietsch     | 24"34 28"00   | 100 m | Toni Helbig Charlène Wittstock | 53"26 1'00"16   | 200 m  | Matt Welsh Clementine Stoney  | 1'54"23 2'06"80 |
| Rana         |                               |               |       |                                |                 |        |                               |                 |
| 50 m         | Jim Piper Zoë Baker           | 27"92 30"61   | 100 m | Ed Moses Amanda Beard          | 59"29 1'07"27   | 200 m  | Ed Moses Amanda Beard         | 2'07"59 2'23"47 |
| Farfalla     |                               |               |       |                                |                 |        |                               |                 |
| 50 m         | Geoff Huegill Rachel Komisarz | 22"84 26"77   | 100 m | Geoff Huegill Rachel Komisarz  | 50"71 57"45     | 200 m  | Justin Norris Jana Kločkova   | 1'54"43 2'09"30 |
| Misti        |                               |               |       |                                |                 |        |                               |                 |
| 100 m        | Geoff Huegill Brooke Hanson   | 54"98 1'02"17 | 200 m | Justin Norris Amanda Beard     | 1'58"16 2'10"67 | 400 m  | Justin Norris Jennifer Reilly | 4'11"15 4'36"38 |

### Imperia
Fonte
| Gara         | Atleti                               | Perf.         | Gara  | Atleti                                 | Perf.           | Gara   | Atleti                             | Perf.           |
| ------------ | ------------------------------------ | ------------- | ----- | -------------------------------------- | --------------- | ------ | ---------------------------------- | --------------- |
| Stile libero |                                      |               |       |                                        |                 |        |                                    |                 |
| 50 m         | Bartosz Kizierowski Ekaterina Kibalo | 21"86 25"23   | 200 m | Gustavo Borges Yang Yu                 | 1'45"04 1'56"05 | 800 m  | Alexandra Malanina                 | 8'30"28         |
| 100 m        | Gustavo Borges Claudia Poll          | 47"73 55"01   | 400 m | Massimiliano Rosolino Claudia Poll     | 3'42"50 4'08"60 | 1500 m | Christian Minotti                  | 14'56"16        |
| Dorso        |                                      |               |       |                                        |                 |        |                                    |                 |
| 50 m         | Ante Maskovic Shu Zhan               | 24"54 28"30   | 100 m | Evgeny Aleshin Shu Zhan                | 53"21 1'00"49   | 200 m  | Evgeny Aleshin Stanislava Komarova | 1'54"79 2'09"27 |
| Rana         |                                      |               |       |                                        |                 |        |                                    |                 |
| 50 m         | Oleh Lisohor Zoë Baker               | 26"96 30"51   | 100 m | Oleh Lisohor Luo Xuejuan               | 59"70 1'06"49   | 200 m  | Dimitri Komornikov Olga Bakaldina  | 2'08"34 2'25"79 |
| Farfalla     |                                      |               |       |                                        |                 |        |                                    |                 |
| 50 m         | Igor Marchenko Nadine Rolland        | 23"82 27"40   | 100 m | Igor Marchenko Mette Jacobsen          | 51"90 1'00"43   | 200 m  | Anatoly Polyakov Yang Yu           | 1'54"62 2'07"41 |
| Misti        |                                      |               |       |                                        |                 |        |                                    |                 |
| 100 m        | Oleh Lisohor Vered Borochovski       | 54"42 1'02"25 | 200 m | Massimiliano Rosolino Beatrice Căslaru | 1'57"99 2'12"55 | 400 m  | Lorenzo Sirigu Beatrice Căslaru    | 4'13"60 4'40"30 |

### Parigi
| Gara         | Atleti                                | Perf.         | Gara  | Atleti                          | Perf.           | Gara   | Atleti                          | Perf.           |
| ------------ | ------------------------------------- | ------------- | ----- | ------------------------------- | --------------- | ------ | ------------------------------- | --------------- |
| Stile libero |                                       |               |       |                                 |                 |        |                                 |                 |
| 50 m         | Jason Lezak Martina Moravcová         | 21"64 24"95   | 200 m | P. van den Hoogenband Yang Yu   | 1'44"49 1'55"81 | 800 m  | Amanda Pascoe                   | 8'19"54         |
| 100 m        | Jason Lezak Martina Moravcová         | 47"44 53"90   | 400 m | Rick Say Claudia Poll           | 3'42"19 4'05"98 | 1500 m | Dragoş Coman                    | 14'56"80        |
| Dorso        |                                       |               |       |                                 |                 |        |                                 |                 |
| 50 m         | Ante Maskovic Jennifer Carroll        | 24"69 27"41   | 100 m | Min Sung Jennifer Carroll       | 53"15 59"74     | 200 m  | Min Sung Stanislava Komarova    | 1'54"65 2'09"69 |
| Rana         |                                       |               |       |                                 |                 |        |                                 |                 |
| 50 m         | Ed Moses Luo Xuejuan                  | 26"74 30"47   | 100 m | Roman Sludnov Luo Xuejuan       | 58"08 1'06"39   | 200 m  | Ed Moses Amanda Beard           | 2'04"37 2'22"89 |
| Farfalla     |                                       |               |       |                                 |                 |        |                                 |                 |
| 50 m         | Geoff Huegill Martina Moravcová       | 23"03 26"56   | 100 m | Geoff Huegill Martina Moravcová | 51"55 57"09     | 200 m  | Anatoly Polyakov Mette Jacobsen | 1'55"20 2'07"78 |
| Misti        |                                       |               |       |                                 |                 |        |                                 |                 |
| 100 m        | Bartosz Kizierowski Martina Moravcová | 54"57 1'00"88 | 200 m | Xavier Marchand Jana Kločkova   | 1'57"92 2'09"10 | 400 m  | Jacob Carstensen Jana Kločkova  | 4'13"19 4'27"83 |

### Stoccolma
Fonte
| Gara         | Atleti                              | Perf.         | Gara  | Atleti                          | Perf.           | Gara   | Atleti                          | Perf.           |
| ------------ | ----------------------------------- | ------------- | ----- | ------------------------------- | --------------- | ------ | ------------------------------- | --------------- |
| Stile libero |                                     |               |       |                                 |                 |        |                                 |                 |
| 50 m         | Jason Lezak Therese Alshammar       | 21"57 24"76   | 200 m | P. van den Hoogenband Yang Yu   | 1'43"85 1'56"38 | 800 m  | Amanda Pascoe                   | 8'23"99         |
| 100 m        | Jason Lezak Martina Moravcová       | 47"25 53"40   | 400 m | Rick Say Jana Kločkova          | 3'41"99 4'07"29 | 1500 m | Kyu-Chul Han                    | 14'55"90        |
| Dorso        |                                     |               |       |                                 |                 |        |                                 |                 |
| 50 m         | Michael Gilliam Jennifer Carroll    | 24"50 27"31   | 100 m | Michael Gilliam Haley Cope      | 52"69 59"66     | 200 m  | Simon Dufour Charlène Wittstock | 1'54"41 2'09"74 |
| Rana         |                                     |               |       |                                 |                 |        |                                 |                 |
| 50 m         | Ed Moses Emma Igelström             | 26"28 30"43   | 100 m | Ed Moses Emma Igelström         | 57"47 1'06"21   | 200 m  | Ed Moses Qi Hui                 | 2'03"28 2'20"87 |
| Farfalla     |                                     |               |       |                                 |                 |        |                                 |                 |
| 50 m         | Geoff Huegill Anna-Karin Kammerling | 22"84 25"50   | 100 m | Geoff Huegill Martina Moravcová | 50"79 56"86     | 200 m  | Theo Verster Mette Jacobsen     | 1'57"13 2'08"59 |
| Misti        |                                     |               |       |                                 |                 |        |                                 |                 |
| 100 m        | Ron Karnaugh Martina Moravcová      | 54"77 1'00"70 | 200 m | Theo Verster Jana Kločkova      | 1'57"65 2'09"16 | 400 m  | Terence Parkin Sara Nordenstam  | 4'10"51 4'38"99 |

### Berlino
Fonte
| Gara         | Atleti                              | Perf.         | Gara  | Atleti                              | Perf.           | Gara   | Atleti                       | Perf.           |
| ------------ | ----------------------------------- | ------------- | ----- | ----------------------------------- | --------------- | ------ | ---------------------------- | --------------- |
| Stile libero |                                     |               |       |                                     |                 |        |                              |                 |
| 50 m         | Mark Foster Xu Yanwei               | 21"51 24"91   | 200 m | P. van den Hoogenband Lindsay Benko | 1'43"81 1'55"16 | 800 m  | Amanda Pascoe                | 8'17"64         |
| 100 m        | Jason Lezak Martina Moravcová       | 47"30 53"67   | 400 m | Massimiliano Rosolino Lindsay Benko | 3'43"38 4'00"30 | 1500 m | Kyu-Chul Han                 | 14'54"38        |
| Dorso        |                                     |               |       |                                     |                 |        |                              |                 |
| 50 m         | Stev Theloke Jennifer Carroll       | 24"05 27"26   | 100 m | Thomas Rupprath Haley Cope          | 51"35 59"19     | 200 m  | Simon Dufour Lindsay Benko   | 1'54"14 2'06"86 |
| Rana         |                                     |               |       |                                     |                 |        |                              |                 |
| 50 m         | Oleh Lisohor Zoë Baker              | 26"20 30"31   | 100 m | Ed Moses Emma Igelström             | 57"67 1'06"14   | 200 m  | Ed Moses Qi Hui              | 2'03"17 2'21"31 |
| Farfalla     |                                     |               |       |                                     |                 |        |                              |                 |
| 50 m         | Geoff Huegill Anna-Karin Kammerling | 22"80 26"06   | 100 m | Thomas Rupprath Martina Moravcová   | 50"10 56"55     | 200 m  | James Hickman Mette Jacobsen | 1'53"20 2'07"92 |
| Misti        |                                     |               |       |                                     |                 |        |                              |                 |
| 100 m        | Jens Kruppa Martina Moravcová       | 54"60 1'00"48 | 200 m | Theo Verster Jana Kločkova          | 1'57"49 2'09"24 | 400 m  | Terence Parkin Jana Kločkova | 4'10"39 4'31"86 |